# The Impossible: Mission TV Series – Pt. 1
Albums de De La Soul
The Grind Date
(2004) Hip-Hop Mixtape
(2006)
The Impossible: Mission TV Series – Pt. 1 est une compilation de De La Soul, sortie le 20 octobre 2006.
L'album est composé d'inédits enregistrés depuis les débuts du groupe. Le titre ainsi que la pochette du disque sont des références à la série télévisée Mission impossible. Une version alternative, destinée au public japonais, est disponible sous le titre The Impossible Mission: Operation Japan.

## Liste des titres
| No  | Titre                                                     | Contient un (des) sample(s) de                                                                                   | Durée |
| --- | --------------------------------------------------------- | --- | ----- |
| 1.  | Impossible Intro                                          | | 1:03  |
| 2.  | Live @ The Dugout 87'                                     | The Plot de Lalo Schifrin Rapture de Blondie At the Harlem World, Manhattan, NY 1981 de Kool Moe Dee et Busy Bee | 2:48  |
| 3.  | Voodoo Circus (Produit par Supa Dave West)                | | 2:52  |
| 4.  | Friends (Produit par J Dilla)                             | The Advent of Panurge de Gentle Giant                                                                            | 2:43  |
| 5.  | What The F*@k! #1 (Produit par De La Soul et Prince Paul) | | 1:49  |
| 6.  | Go Out and Get It                                         | | 2:33  |
| 7.  | Respect (Produit par Supa Dave West)                      | Nobody Home de Kansas                                                                                            | 3:33  |
| 8.  | Beef                                                      | | 0:58  |
| 9.  | Reverse Your Steps (Produit par Oh No)                    | | 2:13  |
| 10. | You Got It (featuring Butta Verses)                       | I Know You Got Soul de Bobby Byrd                                                                                | 2:16  |
| 11. | What the Fu@k! #2 (Produit par De La Soul et Prince Paul) | | 4:06  |
| 12. | Just Havin' a Ball                                        | Jagger the Dagger d'Eugene McDaniels                                                                             | 2:53  |
| 13. | What If?                                                  | | 0:31  |
| 14. | Relax!! (Produit par J Dilla)                             | More Bounce to the Ounce de Zapp                                                                                 | 2:59  |
| 15. | Wasn't for You (Produit par Geology)                      | | 4:50  |
| 16. | The Corner                                                | | 2:58  |
| 17. | Freestyle (Dat Shit) 2006                                 | Ode to Billie Joe de Lou Donaldson                                                                               | 2:38  |
| 18. | What The Fu@k! #3 (Produit par De La Soul)                | Flute Thing du Blues Project                                                                                     | 1:57  |
| 19. | Freedom Train (Produit par 9th Wonder)                    | Double Barrel de Dave & Ansel Collins                                                                            | 2:47  |

| 13. | Live in Tokyo (featuring SPD & KAN) |  |